# Brachymitrion pocsii
Brachymitrion pocsii là một loài rêu trong họ Splachnaceae. Loài này được (A.K. Kop.) A.K. Kop. mô tả khoa học đầu tiên năm 1977.